# 源泉徴収

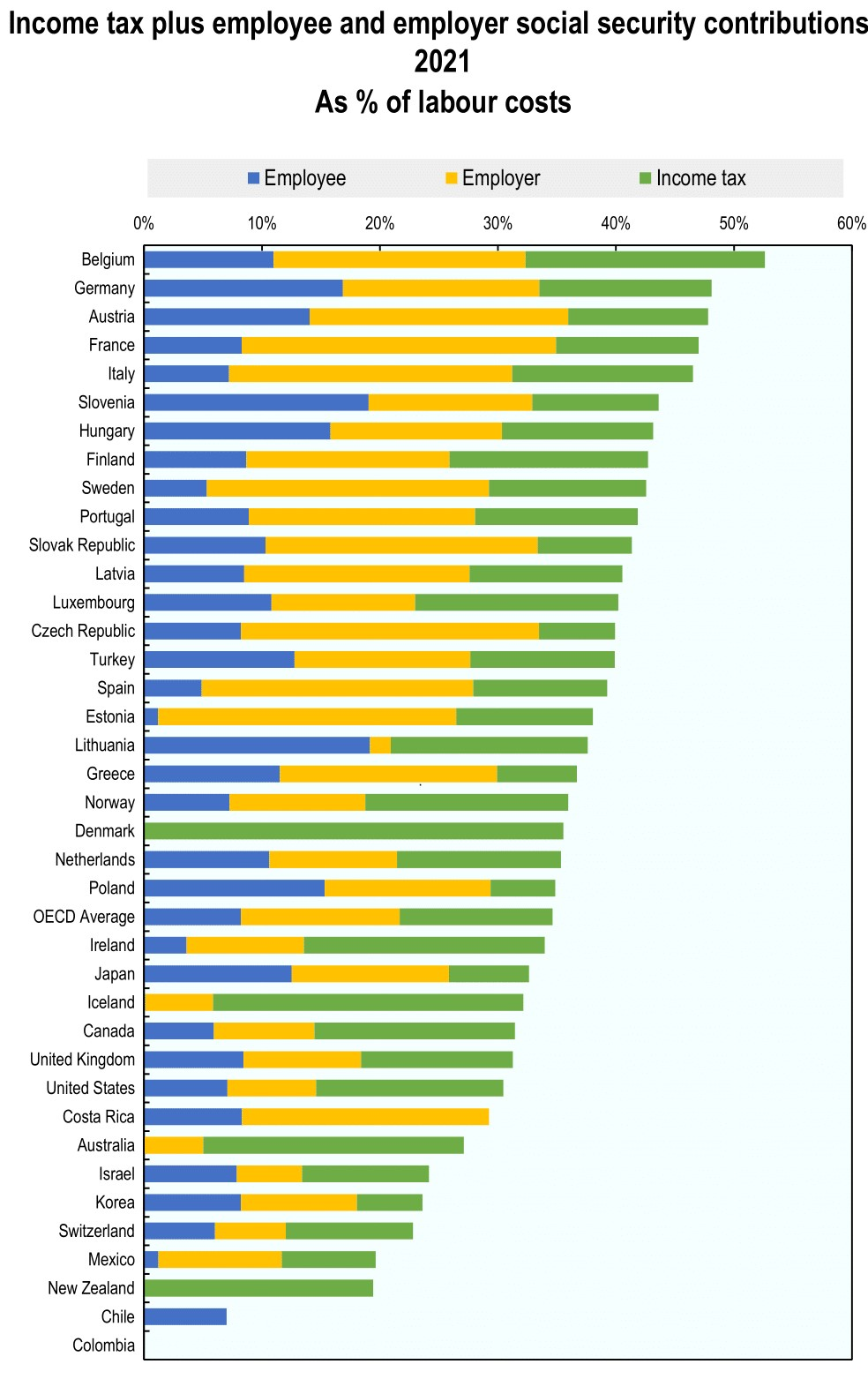
OECD各国の給与税と所得税

源泉徴収（げんせんちょうしゅう、英: withholding tax）は、給与・報酬・利子・配当・使用料等の支払者が、それらを支払う際に所得税や法人税等の税金を差し引き、それを国等に納付する制度。源泉徴収された税金は源泉徴収税という。源泉徴収制度の有無、源泉徴収義務者の納付時期、過不足の調整の方法は国によって異なる。
源泉徴収の目的は、効果的かつ効率的な徴税手続の実現にあるが、一方で納税者の納税実感を薄れさせ、民主主義の根幹をなす市民個々の参政意識を育むには阻害となるという欠点もある。

## 歴史
イギリスで1692年に創設された土地税において、借地人が地代等の支払の際、税相当額を控除して支払うという方式が採用されたのが最初ではないかと考えられている。所得税についても、1803年に成立したアディントンの所得税法において源泉徴収方式が採用された。
アメリカ合衆国では、1862年に成立した所得税法において、連邦政府の公務員や軍人の給与と、銀行等から支払われる利子や配当について源泉徴収が行われた。
ドイツでは、エルツベルガー財務相の税制改革の結果、1920年に成立したライヒ所得税法において源泉徴収方式が採用された。ナチス・ドイツやヒトラーによって源泉徴収が発明された、あるいは初めて導入されたという説明がされる場合があるが誤りである。
日本では、利子所得に対しては1899年(明治32年)から、給与所得に対しては1940年(昭和15年)から源泉徴収が採用されている。

## 欧米の源泉徴収制度

### アメリカ合衆国
アメリカ合衆国にも源泉徴収制度がある。源泉徴収義務者の納付時期は四半期ごとである。日本の年末調整にあたる制度はなく、過不足については納税義務者が確定申告を行う必要がある。

### イギリス
イギリスの源泉徴収制度では、源泉徴収義務者の納付時期は各課税月の終了後14日以内（四半期ごとを選択することも可能）である。過不足については、支払者が累計所得税について税額を算出し、調整する。

### フランス
フランスでは、2019年1月から源泉徴収制度が導入されることになった。

## 日本の源泉徴収制度
所得税では源泉徴収（源泉所得税）というが、住民税・介護保険料・後期高齢者医療保険料等では特別徴収という。健康保険料・厚生年金保険料・雇用保険料等の社会保険料は総括して控除とも言われる。
なお、2013年（平成25年）1月1日から2037年（令和19年）12月31日までの間に生ずる所得は、源泉所得税のみならず復興特別所得税も併せて徴収される。
サラリーマンや公務員などの者は年末調整を行う。定額減税調整給付金を申請して請求書の支払を行った場合は、源泉徴収票を使い確定申告を行う。自営業者は確定申告のみ行う。

### 歴史
日本では1899年（明治32年）に公債・社債の利子に対する源泉徴収制度が始まり、その後は戦費を効率的に集める目的でナチス・ドイツの制度にならい、1940年（昭和15年）4月1日に、給与への源泉徴収が始まった。戦後1947年（昭和22年）のGHQ軍政下の税制改正で、一定の給与所得者に対しての税額精算は年末調整制度を導入することになった。しかし、GHQはアメリカ流の民主的申告納税制度の例外となる年末調整制度を渋り、1949年のシャウプ勧告では年末調整は税務署にできるだけ速やかに移管すべきとした。

#### 判例
源泉徴収制度の合憲性が争われた事件において、日本の最高裁判所は1962年2月28日、以下の通り判示して合憲とした。

「源泉徴収制度は、これによつて国は税収を確保し、徴税手続を簡便にしてその費用と労力とを節約し得るのみならず、担税者の側においても、申告、納付等に関する煩雑な事務から免がれることができる。また徴収義務者にしても、給与の支払をなす際所得税を天引しその翌月一〇日までにこれを国に納付すればよいのであるから、利するところ全くなしとはいえない。されば源泉徴収制度は、給与所得者に対する所得税の徴収方法として能率的であり、合理的であって、公共の福祉の要請にこたえるものといわなければならない。」

### 対象となる所得
居住者や内国法人に支払われる所得については、下記税率（復興特別税率を加算）により源泉徴収される（便宜上、住民税の特別徴収についても併記）。

#### 個人への支払い
下記は一例であり、自営業者等の特殊な事例（源泉徴収されない例など）の詳細は国税庁が毎年発表する『源泉徴収のあらまし』を参照のこと。
| 対象                                                    | 源泉所得税および復興特別所得税 | 住民税の特別徴収 |
| ------------------------------------------------------- | --- | --- |
| 給料・賞与等                                            | 源泉徴収税額表 | 給与所得等に係る特別徴収税額決定通知書等 |
| 退職金等                                                | - 「退職所得の受給に関する申告書」の提出を受けている場合 （退職金 - 退職所得控除額）÷2×累進税率（原則） - 「退職所得の受給に関する申告書」の提出を受けていない場合 退職金×20.42％ | （退職金 - 退職所得控除額）÷2×10%（原則） （「退職所得申告書」の提出を受けていない場合には、支払済みの他の退職手当等がないものとして代入。） |
| 公的年金等                                              | 原則として （年金支給額 - 社会保険料 - 各種控除額）×5.105％ | 公的年金特別徴収税額決定通知書等 |
| 原稿料や講演料等                                        | 10.21％～20.42％ | |
| 弁護士や税理士等に支払う報酬・料金                      | 10.21％～20.42％ | |
| 司法書士、土地家屋調査士、海事代理士に 支払う報酬・料金 | （報酬 - 1万円×支払い回数）×10.21％ | |
| 外交員等に支払う報酬・料金                              | （外交員報酬 - 12万円 + 給与収入）×10.21％ | |
| ホステス等に支払う報酬・料金                            | （報酬 - 5000円×計算期間の日数）×10.21％ | |
| 専属契約等で支払う契約金                                | 10.21％～20.42％ | |
| 広告宣伝のために支払う賞金等                            | （賞金等の額 - 50万円）×10.21％ | |

#### 法人への支払い
- 馬主である法人に支払う競馬の賞金[23] - （賞金額 - 控除額）×10.21％

法人への支払いで源泉徴収されるものは少ない。例えば弁護士法人や税理士法人への支払は源泉徴収不要。

#### 金融商品の支払い
- 個人年金保険 -　(年金額 - 年金額に対応する払込保険料等)×10.21％（括弧内が25万円以上の場合のみ）
- 利子等 - 15.315％ （住民税：5％）
- 配当等 - 15.315％ （住民税：5％）又は20.42％
- 定期積金の給付補てん金、一時払養老保険等の差益（加入後5年以内に限る）、抵当証券の利息 - 15.315％ （住民税：5％）
- 割引債の償還差益 - 15.315％ （住民税：5％）（発行時源泉分離課税分は18.378％）
- 証券会社等の特定口座（源泉徴収口座）内の上場株式譲渡等 - 15.315％ （住民税：5％）

法人に対する金融商品 の支払いは所得税法第212条3項により限定されているが、個人とは異なり住民税はかからない。

### 源泉徴収義務者

給与所得の源泉徴収票（税務署提出用）

人を雇って給与を支払ったり、税理士、弁護士等に報酬を支払ったりする場合には、法人や個人事業主は原則として支払金額に応じた源泉徴収税額を差し引き、支払月の翌月10日までに国に納める義務がある。なお、給与の支給人員が常時10人未満の源泉徴収義務者には、予め「源泉所得税の納期の特例の承認に関する申請書」を提出することにより、給与等や一定の報酬・料金に係る源泉所得税に限り、年2回（7月10日と翌年1月20日の納期限）のまとめ納付の特例が認められる。
報酬・料金等は、以下の3つの条件全てに該当する場合は、源泉徴収する必要は無い（所得税法第204条）。支払調書の提出も不要（所得税法施行規則第84条）。
1. 支払者が個人
2. 下記のどちらかに該当する
  1. 支払者が給与等の支払者でない
  2. 支払者が給与等の支払者であっても常時2人以下の家事使用人のみに対する給与の支払者である
3. ホステス等に支払う場合でない

#### 法定調書
源泉徴収をした支払いに対しては基本的に税務署に法定調書（源泉徴収票や支払調書など）の提出も必要であるが、源泉徴収が必要かどうかの基準と法定調書の提出が必要かどうかの基準は異なり、源泉徴収していなくても法定調書を提出しないといけない場合がある。